# Sitting on Top of the World
Sitting on Top of the World (anche "Sittin' on Top of the World") è una canzone folk blues scritta da Walter Vinson e Lonnie Chatmon dei Mississippi Sheiks, popolare gruppo country blues degli anni '30. Il pezzo venne registrato per la prima volta dai Mississippi Sheiks nel 1930 per l'etichetta Okeh (con n° di catalogo 8784) e divenne in breve un successo. Nel maggio del 1930 anche Charley Patton ne registrò una versione, modificando il testo e intitolandola "Some summer day". Negli anni che seguirono il brano venne reinterpretato da diversi artisti e dopo l'incisione che ne fece Milton Brown per la Bluebird Records  divenne un pezzo forte nel repertorio di molti complessi swing. 
Il titolo venne probabilmente preso da una famosa canzone degli anni '20, "I'm Sitting on Top of the World", scritta da Ray Henderson, Sam Lewis e Joe Young (interpretata con successo da Al Jolson nel 1926), ma sono due pezzi distinti sia musicalmente che nel testo. C'è chi dice che la canzone derivi da "How Long, How Long", un blues di Leroy Carr e Scrapper Blackwell registrato nel 1928, e da "You Got To Reap What You Sow" (sempre Carr & Blackwell, 1929, con Tampa Red alla chitarra). Si è anche manifestata l'opinione che la melodia sia stata composta dallo stesso Tampa Red.
Sitting on Top of the World è ormai uno "standard" nella musica tradizionale americana, registrato in diversi stili (folk, blues, country, bluegrass, rock) da numerosi musicisti, spesso con aggiunte e/o variazioni. Anche Bob Dylan ne ha realizzata una versione, nell'album del 1992 Good as I Been to You.